# Slavko Ćuruvija
Slavko Ćuruvija (pr: Ciurùvia, Serbo Cirillico: Славко Ћурувија; Zagabria, 9 agosto 1949 – Belgrado, 11 aprile 1999) è stato un giornalista e editore serbo.
Il suo omicidio l'11 aprile 1999 a Belgrado ha provocato indignazione internazionale e ampia condanna. 
Nel gennaio 2014 due persone sono state arrestate e altre due indagati dalla polizia serba come sospettati dell'omicidio di Ćuruvija, tra cui Radomir Marković, ex capo del Servizio di Sicurezza dello Stato (SDB) tra 1998 e 2001.

## Biografia

### Formazione
Figlio di Rade Ćuruvija, un ufficiale serbo dell'Esercito Popolare Jugoslavo (JNA) già combattente partigiano nella Lika durante la seconda guerra mondiale, Slavko è nato e cresciuto a Zagabria. Oltre a servire nel JNA, suo padre lavorava anche per il servizio di Controspionaggio del JNA (KOS) e per il Servizio di Sicurezza dello Stato (UDBA). La famiglia Ćuruvija si trasferì a Belgrado nel 1958. I suoi genitori divorziarono nel 1965
Dopo la laurea presso la Facoltà di Scienze Politiche dell'Università di Belgrado, Ćuruvija trovò impiego come segretario aziendale e assistente alla comunicazione presso la Mašinogradnja a Belgrado. Ben presto divenne collaboratore del settimanale Danas di Zagabria, così come del Centro Ricerca Sociale (Centar za društvena istrazivanja). Tra il 1984 e il 1986 lavorò come analista per il ministero federale jugoslavo degli interni.

### Carriera di giornalista
Nel 1986, Ćuruvija si unì allo staff di Borba: inizialmente come commentatore, poi avanzando fino alla posizione di caporedattore della sezione politica interna, fino a diventare redattore capo. Nel 1987 è tra i pochi giornalisti autorizzati ad accompagnare Slobodan Milošević durante la sua visita e il suo discorso a Kosovo Polje, il 24 aprile.
Rimase con il quotidiano fino al 1994, contribuendo regolarmente anche a Vjesnik, NIN, Večernji list, Pobjeda, TV Belgrado, e altre fonti di informazione.
Nel 1994, dopo la presa di controllo di fatto di Borba da parte del regime di Slobodan Milošević, Ćuruvija insieme a molti altri membri dello staff decise di lasciare il quotidiano. Mentre alcuni di loro diedero rapidamente vita a Naša Borba, Ćuruvija intraprese un'altra carriera, mettendosi in contatto con Momčilo Đorgović per fondare Nedeljni Telegraf, un tabloid settimanale. Nel 1996, il duo fonda Dnevni Telegraf (DT), il primo quotidiano di proprietà privata della Serbia in più di 50 anni. Ćuruvija è stato direttore e redattore capo di DT, e alla fine, dopo essersi separato da Đorgović, il suo unico proprietario. Nel 1998 Ćuruvija avvia inoltre il bisettimanale Evropljanin dove raccoglie alcuni nomi importanti del giornalismo serbo, tra cui Aleksandar Tijanić e Ljiljana Smajlovic.

### Relazioni con Mira Marković
Entrambe le pubblicazioni di Ćuruvija hanno beneficiato del suo accesso privilegiato a Mira, moglie del presidente serbo Slobodan Milošević. Solo poche informazioni sulla loro relazione sono tuttavia disponibili, la maggior parte di seconda o terza mano. Il documentario prodotto nel 2006 dalla Radio Televisione della Serbia (RTS) Kad režim strelja riporta le parole di  Aleksandar Tijanić secondo il quale si trattò di un "patto di non aggressione tra Mira e Slavko, che gli permette l'accesso a molte fonti di informazione pertinenti e che in ultima analisi aumenta notevolmente i lettori di Dnevni Telegraf". Per Branka Prpa, compagna di Ćuruvija, che era con lui al momento dell'assassinio, la relazione era invece meno importante: essa "ruotava intorno a conversazioni a cui molti altri giornalisti si impegnavano con Mira Marković, sperando di manipolarla a rivelare più di quanto lei avesse originariamente previsto". Prpa aggiunge: "Tuttavia, credo che [i giornalisti] siano diventati quelli manipolati con il passare del tempo".
In ogni caso, la loro relazione si stava deteriorando di giorno in giorno tra fine estate e inizio autunno del 1998. L'esercito jugoslavo e la polizia serba erano allora impegnati nella repressione dei guerriglieri di etnia albanese in Kosovo, la minaccia di bombardamenti della NATO pendeva sopra la testa di tutti, ed entrambe le pubblicazioni di Ćuruvija riferivano ampiamente di tali questioni, attirando su Dnevni Telegraf un divieto di pubblicazione il 14 ottobre 1998 nell'ambito di un nuovo decreto speciale. Furioso per questi nuovi sviluppi, Ćuruvija chiede di vedere Mira Marković, con la quale gli venne organizzato un incontro presso gli uffici del partito di lei (Sinistra jugoslava) durante la settimana in cui Dnevni Telegraf era bandito, mentre veniva preparata la nuova legge sull'informazionie. L'incontro, secondo testimonianze, si trasformò rapidamente in un acceso scambio.
Secondo il libro Oni ne prastaju di Predrag Popović (scritto sulla base delle interviste dell'autore con Ćuruvija), Ćuruvija gridava: "Ma che diavolo pensi di fare. Se continuate su questa pazza strada, potete stare sicuri che finirete appesi ai lampioni di Terazije". Visibilmente turbata, Mira avrebbe risposto: "Come puoi dire ciò, Slavko, dopo tutto quello che vi abbiamo permesso di fare". Ćuruvija commentò in seguito - come riportato da Popović - che "Evidentemente pensava di avermi fatto un grande favore a permettermi di vivere una vita normale e pubblicare giornali per tutti quegli anni". L'incontro, il loro ultimo, si concluse con Ćuruvija che disse: "Salutami tuo marito", al che Mira, scossa, avrebbe risposto "Non lo farò, ma gli dirò tutto ciò che mi hai detto". Secondo testimonianze dei presenti, Mira Marković avrebbe lasciato l'incontro in lacrime.
In un articolo dell'aprile 2006 su B92 TV, commemorando 7 anni dall'omicidio insoluto di Ćuruvija, Branka Prpa raccontò qualche dettaglio in più dello scambio Ćuruvija-Marković: "Gridava 'Per cosa stai facendo questo? Causerà una guerra diffusa!' Mira gli disse: 'Oh, così vuoi che ci bombardino.' Le rispose 'Beh, forse dovrebbero bombardare te, sarebbe l'unico modo per noi di sloggiarvi dal potere!' ".

### ProcessoEvropljanin
La risposta di Ćuruvija allo sgradevole scambio con la moglie di Milosević fu un feroce articolo sulla coppia, sulle pagine di Evropljanin, scritto assieme ad Aleksandar Tijanić. Il numero venne pubblicato il 19 ottobre 1998, un giorno prima dell'approvazione della Legge sull'informazione, cosa che non impedì alle autorità di mettere Ćuruvija e il suo giornale sotto processo quattro giorni dopo e perseguirli in base alla stessa legge, comminando una multa di 350.000 marchi tedeschi.

### L'omicidio
L'11 aprile 1999 (la domenica di Pasqua per la Chiesa ortodossa serba, quell'anno), Ćuruvija venne ucciso da due uomini mascherati davanti alla sua casa a Belgrado. Il caso rimase a lungo irrisolto.
Il 24 gennaio 2013, quattordici anni dopo, il governo serbo ha iniziato una revisione di diversi casi sospetti di omicidi di giornalisti, tra cui quello di Ćuruvija, Milan Pantić, e Dada Vujasinović.
Il premier serbo Aleksandar Vučić, già ministro per l'informazione nel governo serbo al momento dell'omicidio Ćuruvija, ha annunciato a B92 TV recenti progressi nelle indagini per l'omicidio di Ćuruvija, e di aspettarsi che venga risolto al più presto.
Il 14 gennaio 2014, la polizia serba ha arrestato due sospetti per l'omicidio di Ćuruvija, Milan Radonjić e Ratko Romić, entrambi ex dipendenti del Secondo dipartimento dell'UDBA, i servizi segreti jugoslavi. Altri indagati sono Radomir Marković, ex capo dell'UDBA, come mandante, e Miroslav Kurak, come esecutore materiale. Radomir Marković sta già scontando una condanna a 40 anni per l'organizzazione di un attentato contro il leader dell'opposizione serba Vuk Drašković nel 1999. Il testimone-chiave è Milorad Ulemek "Legija", ex comandante delle unità operative speciali della polizia segreta serba.